# Colastes borealis
Colastes borealis är en stekelart som först beskrevs av Walley 1936.  Colastes borealis ingår i släktet Colastes och familjen bracksteklar. Inga underarter finns listade i Catalogue of Life.